# Huarache (calzado)

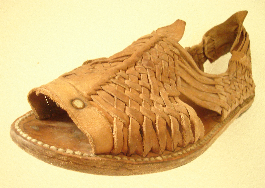
Huarache de trabajo tejido.

Huarache, sandalia mexicana, también presente en otros países hispanoamericanos. El término "huarache" proviene de la voz "kwarachi" de la lengua purépecha o tarasco.
Sin embargo, el cactli estaba hecho con algodón, y el huarache moderno está hecho con tiras de cuero de ganado bovino, que no fue introducido sino hasta la llegada de los españoles, lo que hace al huarache otro de tantos productos del sincretismo del mestizaje.
Históricamente, los huaraches se fabricaron en el centro y sur de México, y siguen usándose en estados como Colima, Jalisco, Michoacán y Yucatán. Tradicionalmente, se ha asociado este tipo de calzado con la vida de campo. Generalmente, los huaraches están hechos con correas de cuero trenzadas y su uso ha sido relegado a campesinos y a frailes de algunas órdenes religiosas como los franciscanos. 
Los huaraches siguen usándose en muchos estados de México, así como en otros países de Centroamérica. Comunidades indígenas prefieren este calzado dado a la facilidad de repararlos, y por la comodidad que brindan. 
Los diseños pueden variar: los hay muy sencillos, para cuya fabricación se usan pocas correas, y muy elaborados, trabajados por talabarteros. En tiempos recientes, los huaraches se han puesto de moda: los jóvenes han vuelto a calzarse con huaraches adornados con motivos que han reavivado el gusto de usar ese tipo de sandalias.

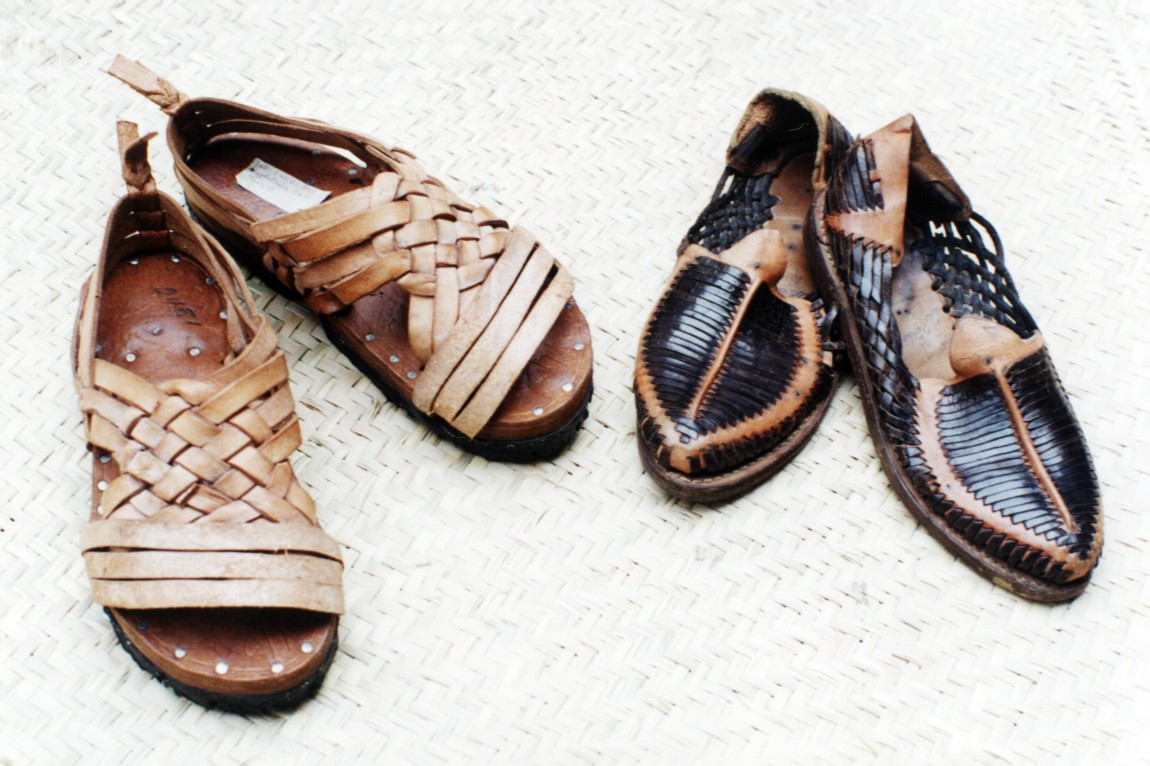
Huaraches-tradicionales.

En cuanto a los materiales con que se elaboran las suelas de los huaraches, se cree que los primeros tenían suelas de mecate o vaqueta. Actualmente, se emplean materiales sintéticos, entre los cuales se encuentra el hule.
La huaracheria es un derivado de talabartería.
Por otro lado y muy lejos de México, existe otro tipo de calzado un tanto similar en nombre y composición: el waraji (草鞋) de origen japonés, que es también un tipo de sandalia hecha principalmente de paja. Además de esta curiosa coincidencia de pronunciación en sus nombres, se podría suponer que tiene una antigüedad similar.

## Refranes
- No dar brinco sin huarache: En México "Yo no doy brinco sin huarache" o "Ella o él no da brinco sin huarache" significa que la persona realiza sus actos o actividades llevando siempre todo lo necesario para ello o haber revisado todo, evitando fallas, problemas sorpresivos resultado de la negligencia, descuido o imprevisión; o bien, que al afirmar algo se cuenta con todos los elementos de prueba.
- Al que no ha usado huaraches, las correas le sacan sangre: En México significa que las personas que no están acostumbradas o no conocen algo, no saben cómo utilizarlo o al usarlo tienen problemas para ello. Este adagio proviene de los tiempos en que por la pobreza del país un gran número de mexicanos, especialmente campesinos de ambos sexos, andaban descalzos por lo que al comenzar a usar huaraches estos al inicio les causaban algunas lesiones. Este refrán también puede tener sentido discriminatorio por posición social.